# Sanna Sjöswärd
Eva Susanna Farzaneh "Sanna" Sjöswärd, född 1973 i Teheran, Iran, är en svensk fotograf föreläsare och författare. Hon har skrivit självbiografin Min mamma är en persisk prinsessa (2009), Eldsjälar (2011) och Hatet mot judarna (2021).

## Biografi
Sanna Sjöswärd kom till Sverige 1977 som adopterad från Iran och växte upp på Lidingö. Min mamma är en persisk prinsessa handlar om hennes liv.
Sanna Sjöswärd har utbildat sig bland annat på Hola folkhögskola i Prästmon och på Nordens Fotoskola Biskops-Arnö och varit yrkesverksam fotograf sedan 2002. Hon har haft flera uppmärksammade fotoutställningar, däribland "Rötter" (Roots) och "Eldsjälar". Den första har även visats vid Photographic Gallery i New York.  
Hon har mottagit flera utmärkelser och priser för sitt arbete bland annat Årets bild (2005, 2007, 2009 och 2014). Arbetets museums dokumentära fotopris (2006), Författarfondens arbetsstipendium och K.W. Gullers-stipendiet (2012), Svenska journalistförbundets stipendium (2016), Publicistklubbens stipendium (2018) och Konstnärsnämndens arbetsstipendium (2018). 
Sjöswärd fick uppdrag från Nationalmuseum 2012 att avtäcka hedersporträttet av författaren Theodor Kallifatides och porträttet hänger på Gripsholms slott. Hon har även avtäckt hedersporträttet för Nationalmuseum av politikern Carl Bildt 2014 och överlevande från Förintelsen Hedi Fried 2015 Nationalmuseum och Nordiska museet i Stockholm har henne i sina samlingar. Sjöswärd fick uppdrag från Svenska Kyrkan att avtäcka ett officiellt porträtt av domprosten Margarethe Isberg 2014, domprosten Helen Lundberg 2016 och domprosten Susan Sterner 2018. Porträtten hänger i Västerås Domkyrka. 
Sanna Sjöswärd har tidigare arbetat på Aftonbladet, Svenska Dagbladet, Göteborgs Posten, Vestmanlands Läns Tidning och Östgöta Correspondenten. 
Mellan 2004 och 2007 och 2013–2014 vistades hon under längre perioder i Teheran och fokuserade på att dokumentera kvinnor i Iran och utforska det dagliga livet för unga kvinnor som utmanar. Samtidigt frilansade hon för Dagens Nyheter, SvD, Helsingin Sanomat, Omvärlden och Aftonbladet.

## Priser, stipendium och utmärkelser
- Årets bild 2006
- Arbetetsmuseums Dokumentära Fotopris 2006
- Konstnärsnämndens stipendium, Arbetsstipendium 2006
- Årets bild 2007
- Hasselbladstiftelsen Grez-Sur Loing 2007
- Sveriges författarfond 2007
- Årets Bild 2009
- Kavalla - stipendium 2010
- KW Gullers-stipendium 2012
- Hedersporträttet för Nationalmuseum 2012
- Sveriges författarfond 2012
- Hedersporträttet för Nationalmuseum 2014
- Årets Bild 2014
- Officiellt porträtt Svenska Kyrkan 2014
- Hedersporträttet för Nationalmuseum 2015
- Officiellt porträtt för Svenska Kyrkan 2016
- Officiellt porträtt för Linne Universitet 2016
- Svenska Journalistförbundet 2016
- Publicistklubben-stipendium 2018
- Konstnärsnämnden arbetsstipendium 2018
- Officiellt porträtt för Svenska Kyrkan 2018